# いたちもーど
いたちもーど（ItachiMode、ITACHI MODE）は、日本のミュージシャン、作詞家、作曲家、編曲家である。

丸山挙戲斗（Agito Maruyama）、まるやま創名義での活動もある。

## 主な提供作品
荒木とよひさ
「バーボンに酔わされて」（作曲）
ニコニコ♥LOVERS
「ニコニコ♥LOVERS」（作詞・作曲・編曲）
solumonia
「明日への扉」（作詞・作曲・編曲）